# Long good-bye
Long good-bye è il terzo album della cantante giapponese Takako Ohta, uscito il 25 luglio 1985. Il titolo dell'album deriva dal titolo originale dell'OAV Il lungo addio dell'anime L'incantevole Creamy e contiene sia la sigla di apertura che quella di chiusura di esso.
Nel disco sono incluse anche due tracce prese da Creamy Takako Special.

## Tracce
1. Hīrō wa nakanai (ヒーローは泣かない?) (Hisayoshi Onda)
2. Shiokaze no kurēdoru (潮風のCradle?) (testo: Hisayoshi Onda – musica: Etsuko Yamakawa)
3. Fantastic Rain (Fantastic Rain?) (testo: Kumiko Tomoi – musica: Tadashi Namba)
4. Heart no SEASON (ハートのSEASON?) (testo: Hisayoshi Onda – musica: Yuji Ozeki)
5. Pinku, pinku, pinku (ぴんく、ピンク、ＰＩＮＫ?) (Solo nella versione in CD) (testo: Kayoko Fuyumori – musica: Yusuke Honma)
6. Anata ni ichiban kiku kusuri (あなたに一番効く薬?) (testo: Kumiko Tomoi – musica: Ryo Matsuda)
7. Tenshi no mirakuru (天使のミラクル?) (testo: Kumiko Tomoi – musica: Tetsuro Oda)
8. Gāruzu tōku (ガールズ・トーク?) (testo: Kumiko Tomoi – musica: Yuji Ozeki)
9. Senchimentarurepōto (センチメンタルレポート?) (testo: Kumiko Tomoi – musica: Shigeaki Saegusa)
10. Hitori botchi no endingu (美ひとりぼっちのエンディング?) (testo: Hisayoshi Onda – musica: Etsuko Yamakawa)
11. Long Good-Bye (Long Good-Bye?) (testo: Eiko Yamane – musica: Yoshiyuki Sahashi)

## Singoli
| Data           | A-side          | B-side      |
| -------------- | --------------- | ----------- |
| 25 giugno 1985 | Heart no SEASON | Gāruzu tōku |